# سپاروو اوییشن
سپاروو اوییشن (به انگلیسی: Sparrow Aviation) یک شرکت هواپیمایی با کد یاتا 9I است که در تاریخ ۲۰۱۰ میلادی تأسیس شده است.
دفتر مرکزی سپاروو اوییشن در استکهلم، سوئد واقع شده‌است و قطب این شرکت هواپیمایی در فرودگاه کریتمسته قرار دارد.